# Los reyes del mundo
Los reyes del mundo (dt.: „Die Könige der Welt“, internationaler Titel: The Kings of the World) ist ein Spielfilm von Laura Mora aus dem Jahr 2022. Das in Medellín angesiedelte Drama handelt von fünf befreundeten Jugendlichen, die auf der Straße leben. In der Folge verlassen sie die kolumbianische Stadt, um einen Neuanfang auf dem Land zu wagen.
Die Koproduktion zwischen Kolumbien, Luxemburg, Frankreich, Mexiko und Norwegen wurde im September 2022 beim Internationalen Filmfestival von San Sebastián uraufgeführt und mit dem dortigen Hauptpreis ausgezeichnet. Der Film hatte seine Premiere im deutschsprachigen Raum am 19. Zurich Film Festival.

## Handlung
Rá, Culebro, Sere, Winny und Nano leben auf den Straßen von Medellín. Die fünf Jungen haben keinen Kontakt mehr zu ihren Familien. Sie bilden eine Art brüderlichen Clan, in dem sie sich in einer Parallelwelt ohne Gesetze zurechtfinden müssen. Dabei halten sie Ideale wie Freundschaft und Würde aufrecht, zeigen aber auch Ungehorsam und Widerstand. Auf einer gefährlichen Reise irgendwo zwischen Delirium und Nirgendwo verlässt die Gruppe die Stadt und begibt sich in die Tiefen des kolumbianischen Hinterlands. Dort hoffen sie ein Stück Land zu finden, das Rá von seiner verstorbenen Großmutter vererbt wurde. Diese war einst gewaltsam wie Tausende andere Kolumbianer auch von den Paramilitärs vertrieben worden. Nach ihrem Tod wurde Rá das „gelobte Land“ über ein Rückgabeprogramm der Regierung übereignet. Die Jungen schließen Bekanntschaften, die ihnen helfen voranzukommen, sie aber auch vor der Gefährlichkeit ihres Unterfangens warnen. Auch begegnen ihnen Sexarbeiterinnen, die ihnen kurzzeitig mütterliche Fürsorge zukommen lassen.

## Rezeption

### Veröffentlichung
Die Premiere von Los reyes del mundo erfolgte am 21. September 2022 beim Internationalen Filmfestival von San Sebastián. Zuvor war das Werk branchenintern beim Filmfestival von Toronto gezeigt worden, wo es mit zehn weiteren publikumswirksamen Filmen internationalen Verleihern vorgestellt wurde. Weitere Einladungen erfolgten in die Programme der Filmfestivals von Zürich (September) und Chicago (Oktober).
Ein regulärer Kinostart in Spanien soll im Verleih von Bteam Pictures erfolgen.

### Kritiken

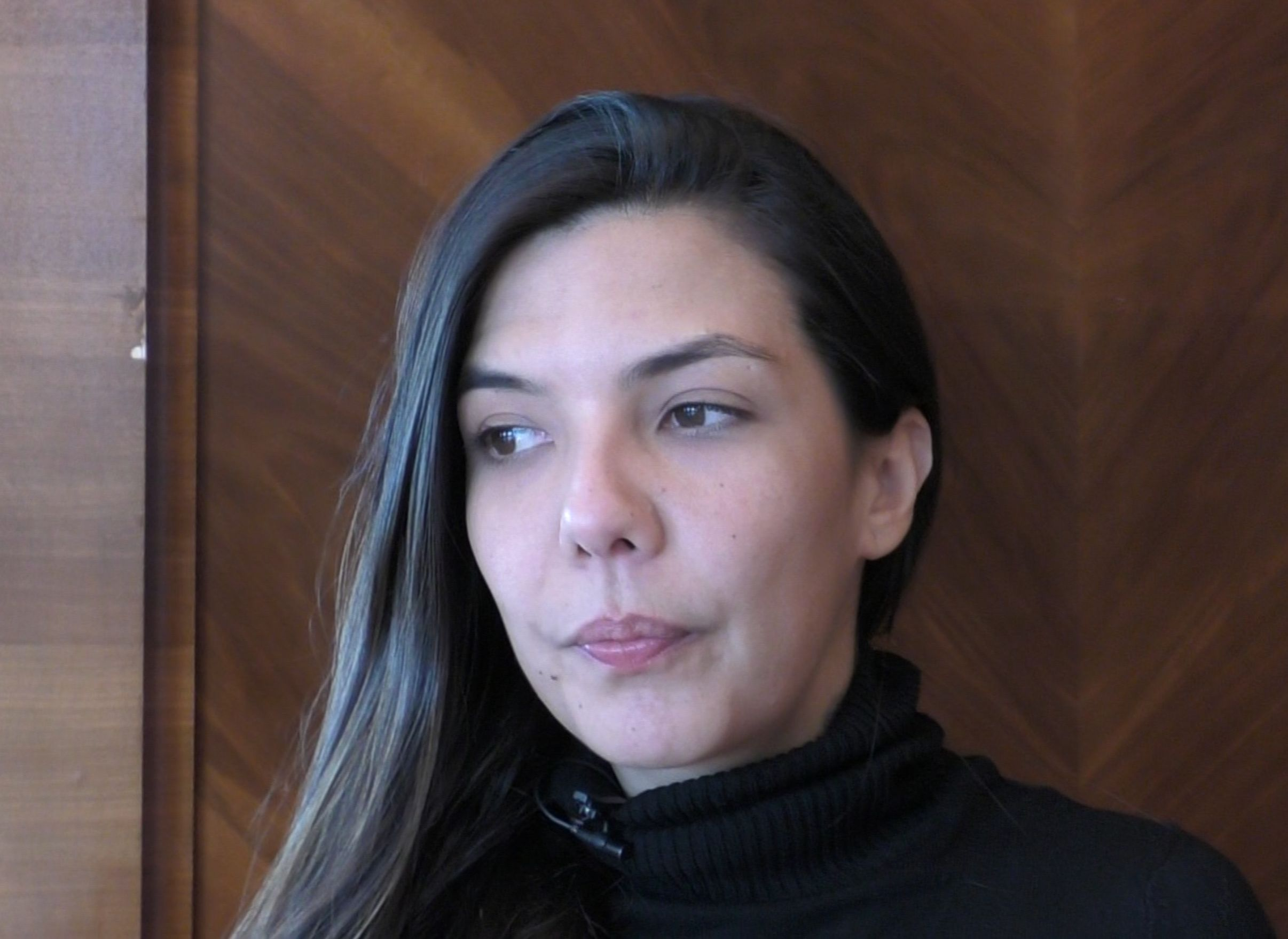
Laura Mora (2017)

Cristóbal Soage (Cineuropa) pries den Film als „außergewöhnliches Werk“ und Regisseurin Mora „als eines der größten Talente der modernen lateinamerikanischen Filmlandschaft“ sowie die titelgebenden Jungdarsteller. Es handle sich um „eine halluzinogene Geschichte, die so grausam und schmerzhaft wie faszinierend“ sei. Begeistert zeigte er sich auch über die Kameraarbeit von David Gallego, die „die mitreißende Schönheit des kolumbianischen Dschungels [...] in seiner ganzen Pracht“ einfange. Als „besonders bewegend“ bezeichnete Soage die Szenen zwischen den Jungen und den Sexarbeiterinnen. „Am Ende haben wir das Gefühl, Zeuge eines wichtigen Werkes geworden zu sein, einer Darstellung einer Zeit und eines Ortes, die ebenso erschöpfend und genau wie poetisch und berührend ist“, so der Kritiker.
Guy Lodge (Variety) sah ein „rohes, ungewöhnliches Coming-of-Age-Drama“, das die Sentimentalität, die dazu neige, dieses Genre zu dominieren, „durch delirierende, sogar surreale Energie in seiner Geschichte von fünf Medellin-Straßenkindern“ ersetze. Der Film wurde in den letzten Tagen des Festivals von San Sebastián uraufgeführt und habe in der Gunst der Kritiker gestanden. Dennoch käme seine Prämierung mit der Goldenen Muschel einem „Underdog“-Sieg gleich.
In einer Kurzkritik bewertete filmdienst.de Los reyes del mundo mit vier von fünf möglichen Sternen. Der Film nutze „die kolumbianische Natur als eindrücklichen Background“ und erzähle „in atemberaubenden Bildern und mystischen Traumsequenzen von der Suche nach Glück und Gerechtigkeit“. Eine Sehempfehlung wurde ab 16 Jahren ausgesprochen.
Die Jury des Filmfestivals von Zürich unter Präsident Asghar Farhadi lobte den Film für seine „unvergesslichen“ Bilder und Szenen. Los reyes del mundo sei ein „sorgfältig ausgearbeiteter Film, der uns das Leben der jungen Protagonisten nahelegt, die für Freiheit und Würde kämpfen“. „Die lyrische Filmsprache“ verleihe „der rauen Realität eine metaphysische Dimension“. Es handle sich um „eine wichtige und kraftvolle Geschichte über die Ausgegrenzten in der Gesellschaft“, so die offizielle Jurybegründung.

## Auszeichnungen
Für Los reyes del mundo gewann Laura Mora bei ihrer ersten Teilnahme im Wettbewerb mit der Goldenen Muschel den Hauptpreis des Filmfestivals von San Sebastián sowie den Feroz Zinemaldia Award und den SIGNIS Award des Katholischen Weltverbands für Kommunikation. Weitere Einladungen folgten in die internationalen Spielfilmwettbewerbe der Festivals von Zürich (ebenfalls Auszeichnung mit dem Preis des Spielfilm Wettbewerbs) und Chicago.